# Historia (video)
Historia è la prima video-raccolta del gruppo musicale britannico Def Leppard, pubblicata nel 1988 dalla Universal Music Group. Contiene tutti i videoclip realizzati dalla band fino ad allora.
Nel 2001 è stata pubblicata in DVD insieme a Live: In the Round, in Your Face.

## Tracce
1. Hello America
2. Let It Go
3. High 'n' Dry (Saturday Night)
4. Bringin' On the Heartbreak – con Pete Willis
5. Photograph
6. Rock of Ages
7. Foolin'
8. Too Late for Love
9. Rock! Rock! Till You Drop
10. Bringin' On the Heartbreak – con Phil Collen
11. Me & My Wine
12. Women
13. Animal
14. Pour Some Sugar on Me (prima versione, girata a Dublino, Irlanda)
15. Hysteria
16. Armageddon It
17. Pour Some Sugar on Me (live)
18. Love Bites (live)

Armageddon It e Pour Some Sugar On Me vengono indicate come versioni live, ma in realtà i video sono quelli originali realizzati per i due brani, con immagini della band in concerto e l'audio delle registrazioni dell'album.